# إدي رودولف
إدي رودولف (بالإنجليزية: Eddie Rudolph)‏ هو متزلج سريع أمريكي، ولد في 31 أغسطس 1941 في هايلاند بارك في الولايات المتحدة، وتوفي في 19 يوليو 2009 في Boulder, Wyoming ‏ في الولايات المتحدة.

## وصلات خارجية
- إدي رودولف على موقع SpeedSkatingStats.com (الإنجليزية)
- إدي رودولف على موقع أوليمبيديا (الإنجليزية)